# Gruvdrift i Svalbard

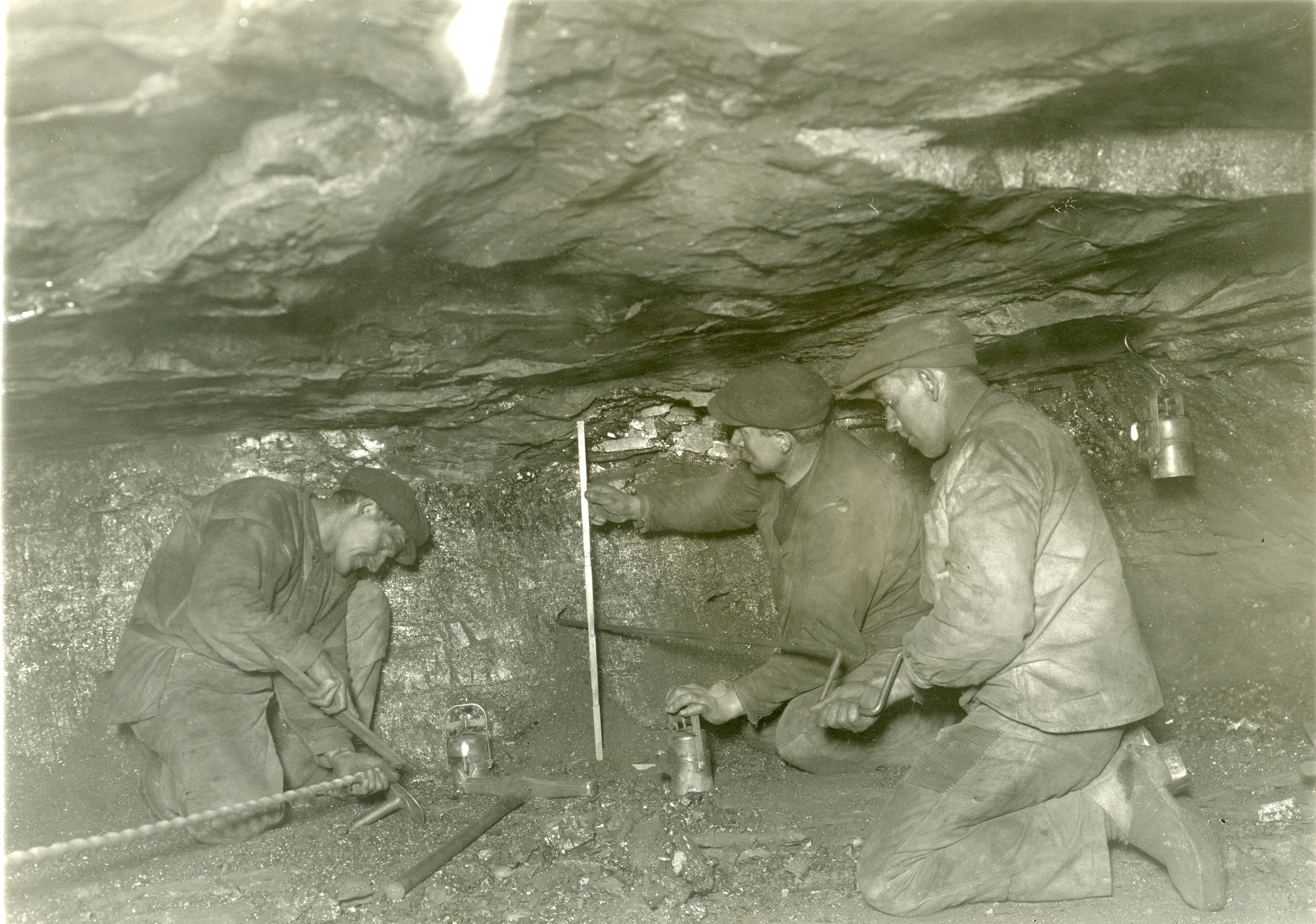
Sveagruvan 1920

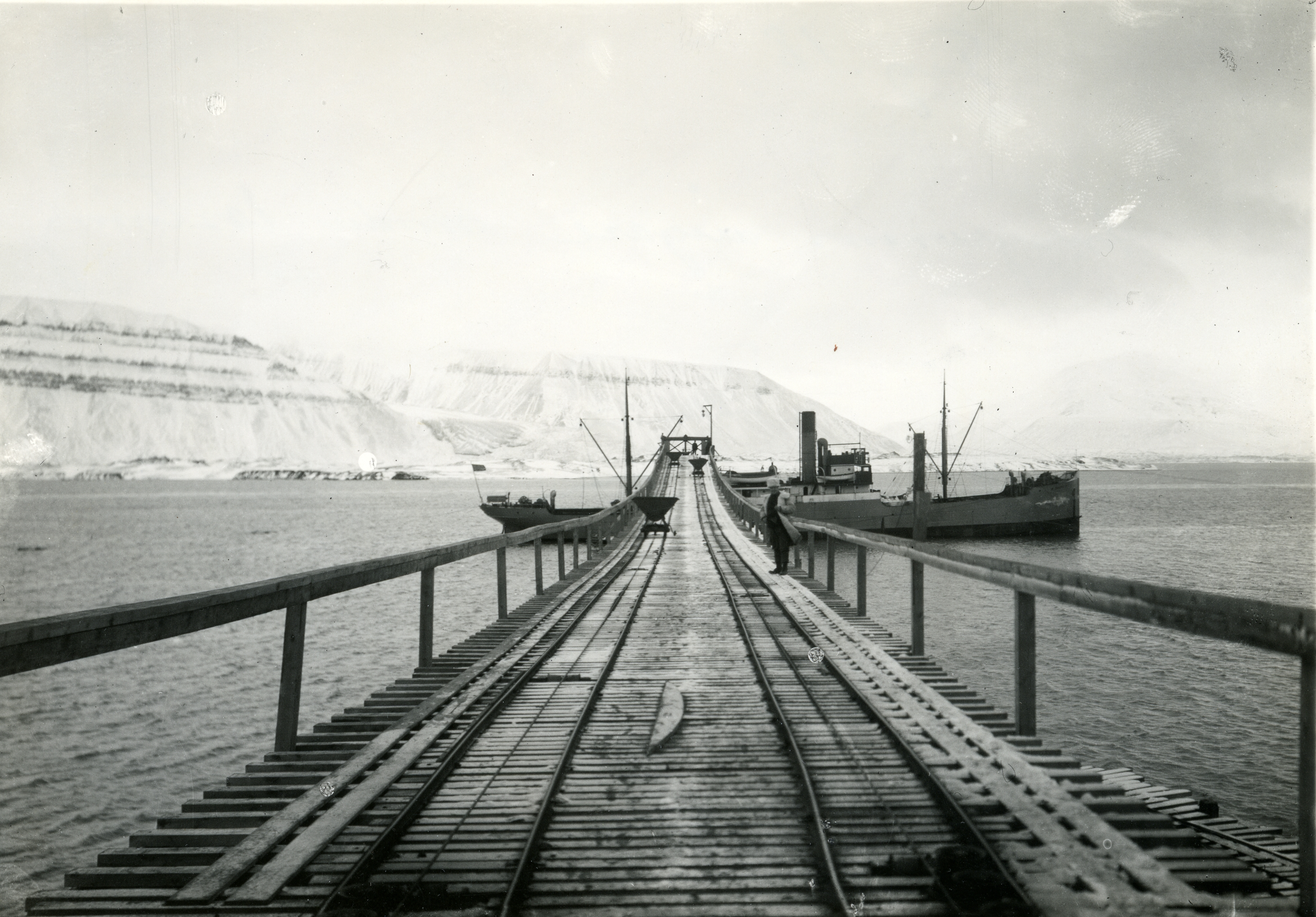
Sveagruvans utskeppningshamn

Gruvdrift i Svalbard, till att börja med av kol, har förekommit sedan länge i liten skala för eget bruk av valfångare och fångstmän. Industriell gruvdrift började på Spetsbergen vid sekelskiftet 1800-tal/1900-tal. Området var då ett ingenmansland, som flera länder ansåg sig ha rätt till. Landområden började ockuperas av enskilda och företag för att exploateras genom mineralutvinning.
År 1899 bröts det första kolet för avsalu av den norske ishavsskepparen Søren Zachariassen. Han bröt då 600 hektoliter kol på Bohemanneset. Han återkom nästkommande år i juli och ockuperade Bohemanneset på det nybildade Kulkompaniet Isefjord Spitsbergens vägnar och satte upp ett hus på platsen. Däremot kom det inte till reguljär utvinning där förrän 1920, och då under Nederlandsche Spitsbergen Compagnie. Dess gruvdrift blev kortvarig, och husen flyttades redan 1922 till det nygrundade Barentsburg.
Den första kommersiellt seriösa investeringen gjordes 1905 av John Munroe Longyear och Francis Ayer i det som skulle bli Longyearbyen vid Adventfjorden. Detta år började 25 gruvarbetare att etablera gruvan Amerikanergruva och bosättningen Longyear City, under det 1906 nyetablerade Arctic Coal Company.

## Svensk gruvbrytning
Adolf Erik Nordenskiöld planerade 1872 utvinning av fosforit av företaget AB Isfjorden, som han också själv var initiativtagare till och delägare i. Fosfatfyndigheten hade han upptäckt vid sin expedition till västra Spetsbergen 1864. Han anlade Svenskhuset vid Kap Thordsen vid Isfjorden, samt trappor i klippbranten och en rälsbana för materialtransport mellan landningsplatsen och huset. Någon fosfatbrytning kom dock inte igång.
I Sverige medförde första världskriget problem för försörjningen av  stenkol, vilket ledde till intresse att exploatera stenkol på Spetsbergen. År 1916 år bildades AB Spetsbergens Svenska Kolfält, som 1917 började bryta Sveagruvan. Driften avbröts 1925 efter en svårsläckt brand i gruvan. Den såldes sedermera 1934 till norska Store Norske Spitsbergen Kulkompani A/S.

## Kolutvinning på 2000-talet
År 2018 finns kolgruvor i drift kvar enbart i Barentsburg och i Gruve 7 utanför Longyearbyen. Gruvorna försörjer var sitt lokala kolkraft- och värmeverk och har därtill en blygsam exportvolym.
Store Norske Spitsbergen Kulkompanis verksamhet i Sveagruvan har lagts ned. Den låg i malpåse under några år på 2010-talet, men Stortinget tog hösten 2016 beslut om avveckling. 
Ryssarna bröt tidigare kol vid Pyramiden. Samhället har i begränsad utsträckning restaurerats och har en viss organiserad turisttrafik. Ett hotell öppnades 2014, och viss personal finnas sommartid i orten för grundläggande underhåll, guidning och bevakning.
Gruvdriften i Ny-Ålesund drevs ursprungligen av Kings Bay AS och lades ned 1962 efter en svår olycka. Samhället drivs idag på bolagsbasis som en storskalig forskningsstation, med en liten permanent bebyggelse och kapacitet att sommartid ta emot forskare från ett stort antal länder.

## Bildgalleri

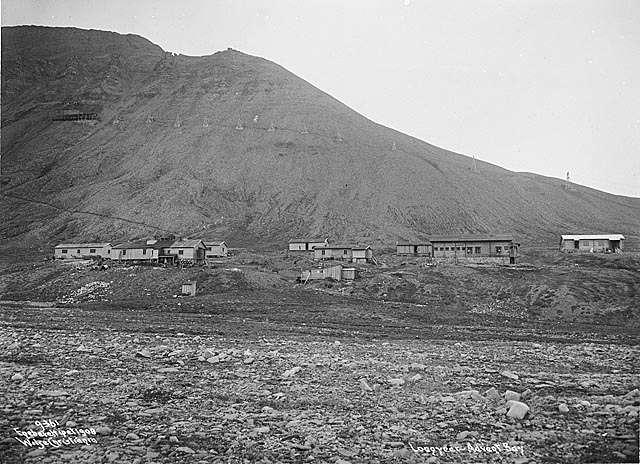
Longyear City 1908
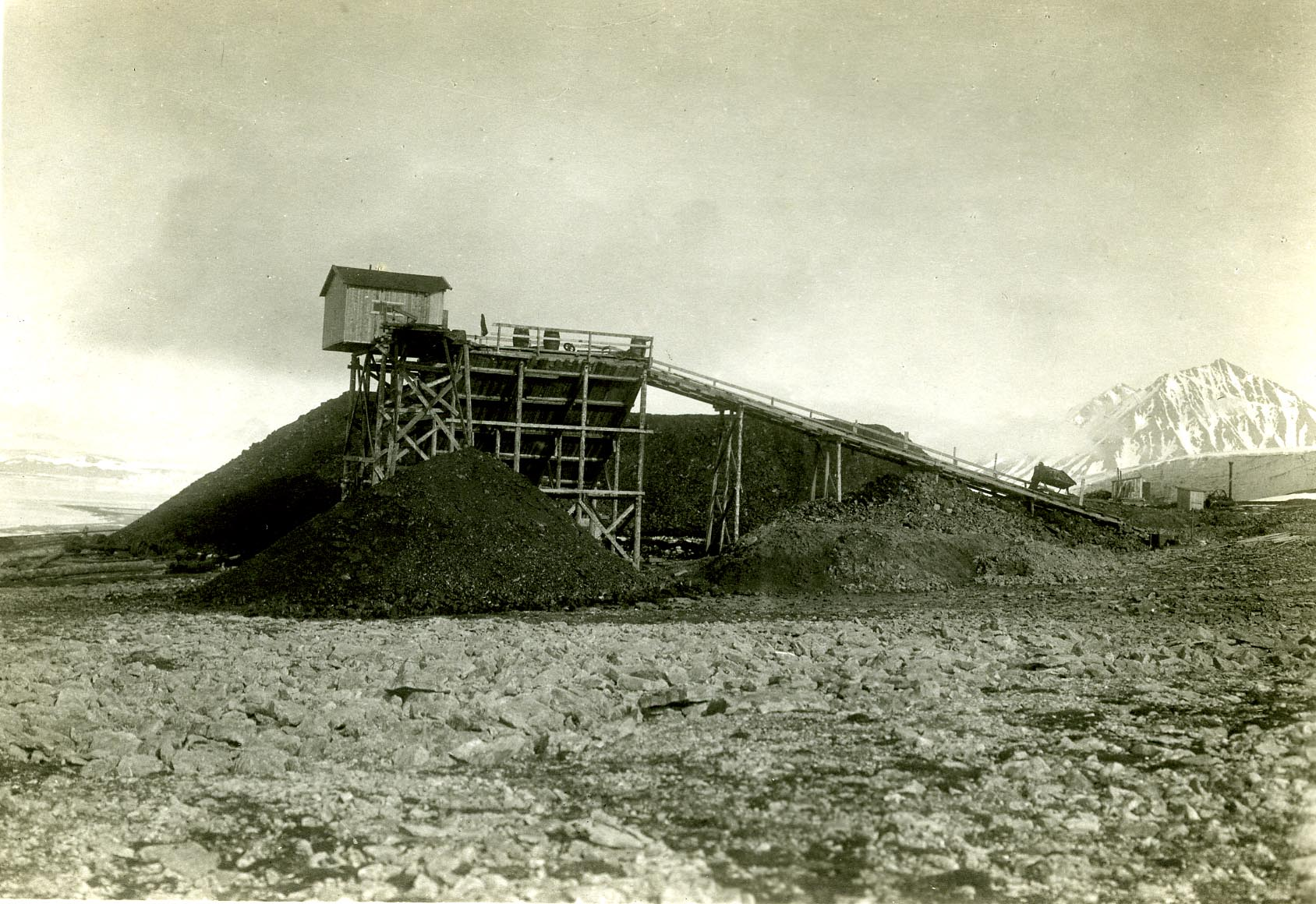
Ny-Ålesund, troligen 1910-talet
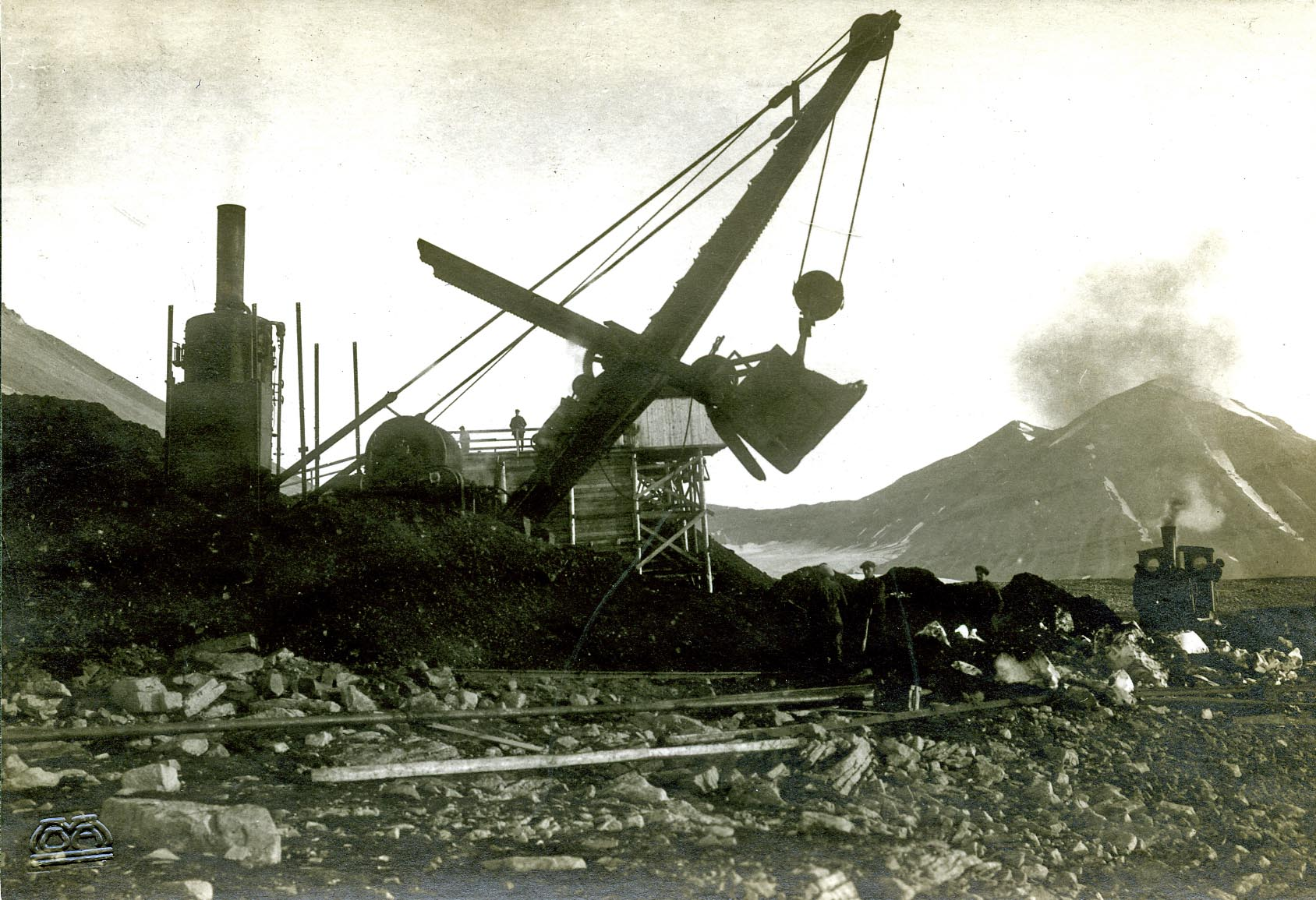
Kings Bay
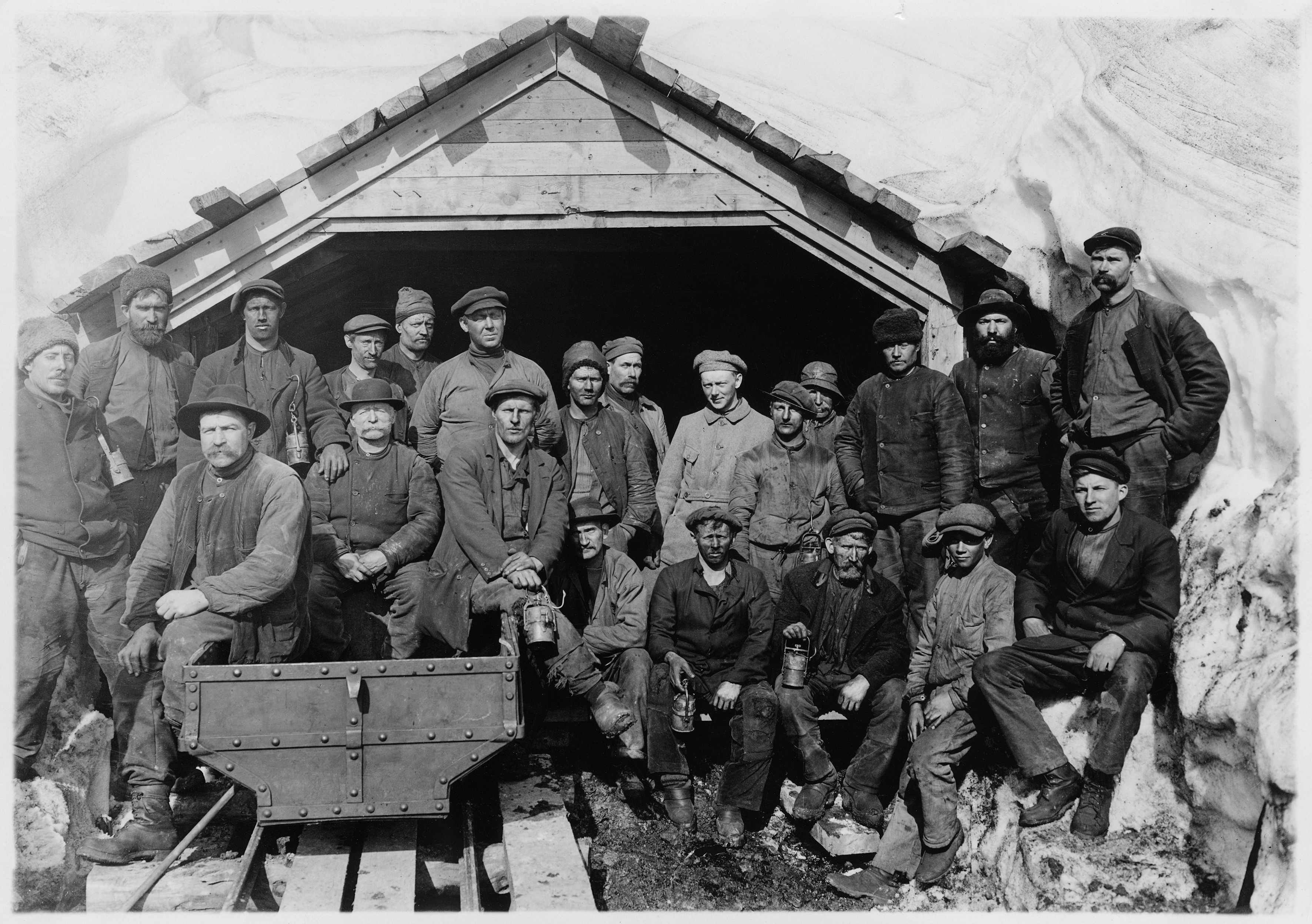
Sveagruvan 1918
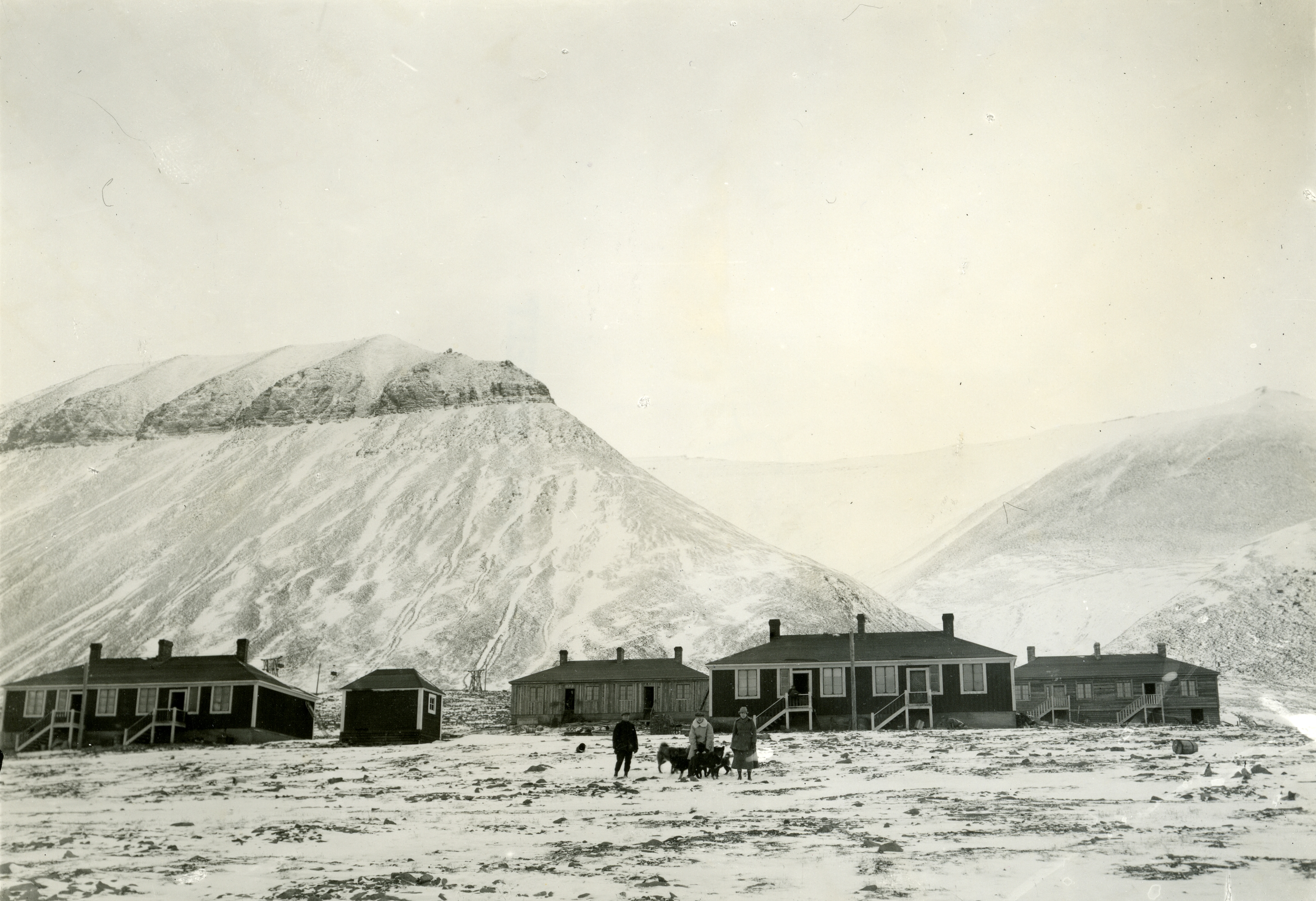
Arbetarbostäder i Sveagruvan 1918
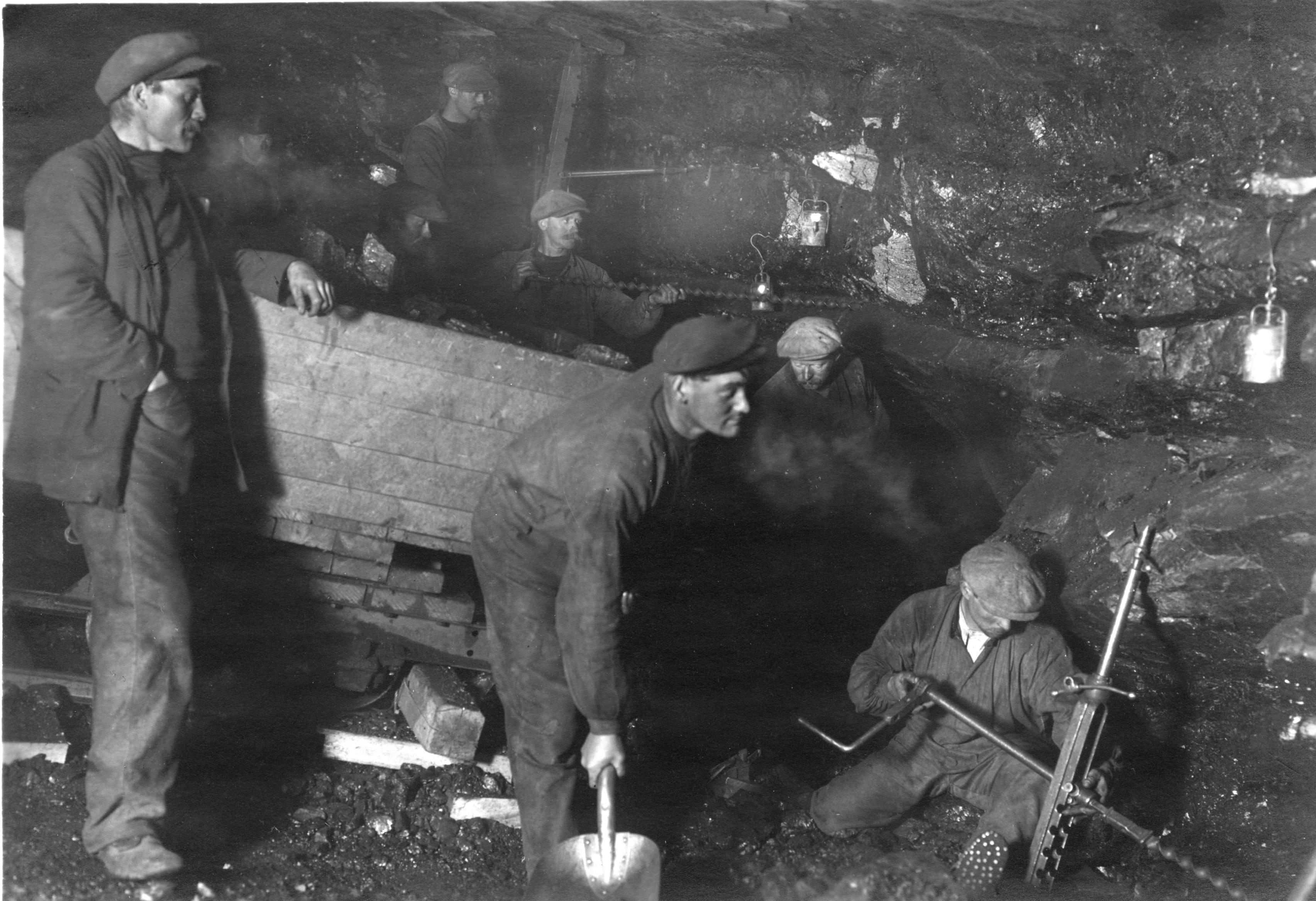
Gruvarbetare i Agnes-gruvan i Ny-Ålesund, okänt år
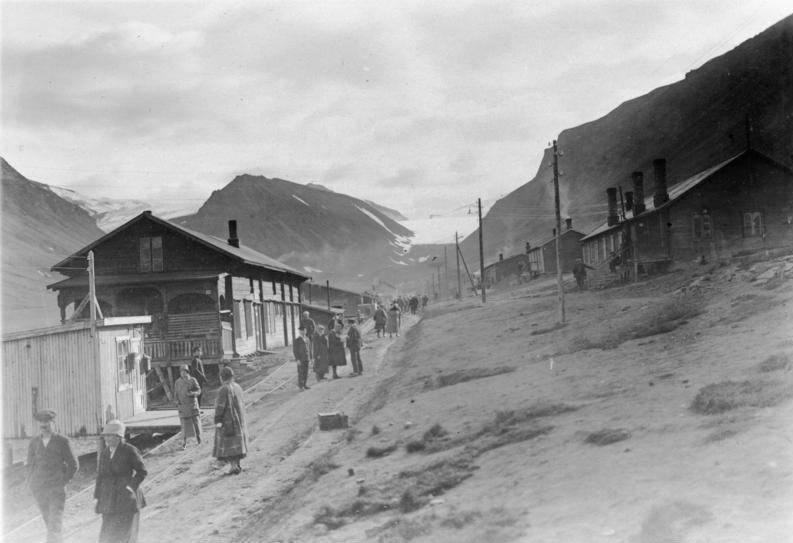
Gamle Longyearbyen 1925